# Cedarville (Kentucky)
Cedarville – miasto w Stanach Zjednoczonych, w stanie Kentucky, w hrabstwie Pike.